# Kreisgericht Rybnik
Das Kreisgericht Rybnik war ein preußisches Kreisgericht in der damaligen preußischen Provinz Schlesien mit Sitz in Rybnik.

## Geschichte
1849 wurden in Preußen einheitlich Kreisgerichte geschaffen. Hierbei wurde die Patrimonialgerichtsbarkeit abgeschafft und die Patrimonialgerichte aufgehoben. Auch die staatlichen Gerichte, hier das Land- und Stadtgericht Rybnik, Stadtgericht Loslau und das Stadtgericht Sohrau wurden aufgelöst. Es entstand nun das Königliche Kreisgericht Rybnik. Es umfasste den Kreis Rybnik Zuständiges Appellationsgericht war das Appellationsgericht Ratibor.
Gerichtskommissionen, also Zweigstelle des Gerichtes mit weniger als drei Richtern, wurden in Loslau und Sohrau eingerichtet.
Am Gericht waren 1870 ein Direktor und zehn Kreisrichter eingesetzt. Die Zahl der Gerichtseingesessenen betrug 71.180. Für Schwurgerichtssachen war das Kreisgericht Ratibor zuständig.
Im Rahmen der Reichsjustizgesetze wurde das Gerichtswesen in Deutschland 1879 vereinheitlicht. Damit wurde das Kreisgericht Rybnik aufgehoben und das königlich preußische Amtsgericht Rybnik mit Wirkung zum 1. Oktober 1879 als eines von neun Amtsgerichten im Bezirk des Landgerichtes Ratibor als Nachfolger gebildet. Auch die Gerichtskommissioenn wurden 1879 in Amtsgerichte umgewandelt (Amtsgericht Loslau und Amtsgericht Sohrau).

## Richter
- Theodor Heimbrod (Kreisgerichtsdirektor 1861–1868)